# Ельберт Олександр Павлович
Олександр Павлович Ельберт (рос. Александр Павлович Эльберт (1902, Москва або Баку — 7 вересня 1944, Коросно, Польща) — радянський оператор-документаліст, фронтовий кінооператор. Лауреат Сталінської премії першого ступеня (1942) за фільм «Разгром немецких войск под Москвой». Нагороджений орденом Вітчизняної війни 1-го ступеня (посмертно).
Росіянин, член КПРС. З 1932 року — оператор на Московській студії кінохроніки («Союзкінохроніка»).
Покликаний на військову службу в червні 1941 року. З липня 1941 — оператор кіногрупи Західного фронту; з 1943 — оператор кіногрупи 1-го Українського фронту. Воєнінженер 3 рангу, пізніше — капітан.
Загинув 7 вересня 1944 року під час знімання фронтової операції біля міста Коросно (Польща). Похований у Львові на Пагорбі Слави.